# حزب الديمقراطية والاشتراكية
حزب الديمقراطية والاشتراكية (بالفرنسية: Parti pour la Démocratie et le Socialisme)‏ كان حزبا سياسيا مسجلا في بوركينا فاسو (فولتا العليا سابقا).
في عام 1999 انقسم حزب الاستقلال الأفريقي وشكل سومان توري حزبا موازيا،حزب الاستقلال الأفريقي (توري). منذ أن حصل حزب توري، والذي انضم إلى الحكومة، على الاعتراف القانوني باسم حزب الاستقلال الأفريقي، سجل الحزب الأخر باسم حزب الديمقراطية والاشتراكية في عام 2002.
في الانتخابات التشريعية التي جرت في 5 مايو 2002، فاز الحزب بنسبة 1.7٪ من الأصوات الشعبية و2 من أصل 111 مقعدًا. في الانتخابات الرئاسية في 13 نوفمبر 2005، فاز مرشح الحزب فيليب ويدراوغو بنسبة 2.28 ٪ من الأصوات الشعبية.
في الانتخابات البرلمانية لعام 2007، فاز الحزب مرة أخرى بمقعدين.
في عام 2012 اندمج الحزب في حزب الديمقراطية والاشتراكية / متبا.

## المؤتمرات الوطنية للحزب
- 5 مارس 2005: المؤتمر الوطني الأول
- 2 ديسمبر 2006: المؤتمر الوطني الثاني[3]